# 伊欽
50°26′12″N 15°21′6″E / 50.43667°N 15.35167°E

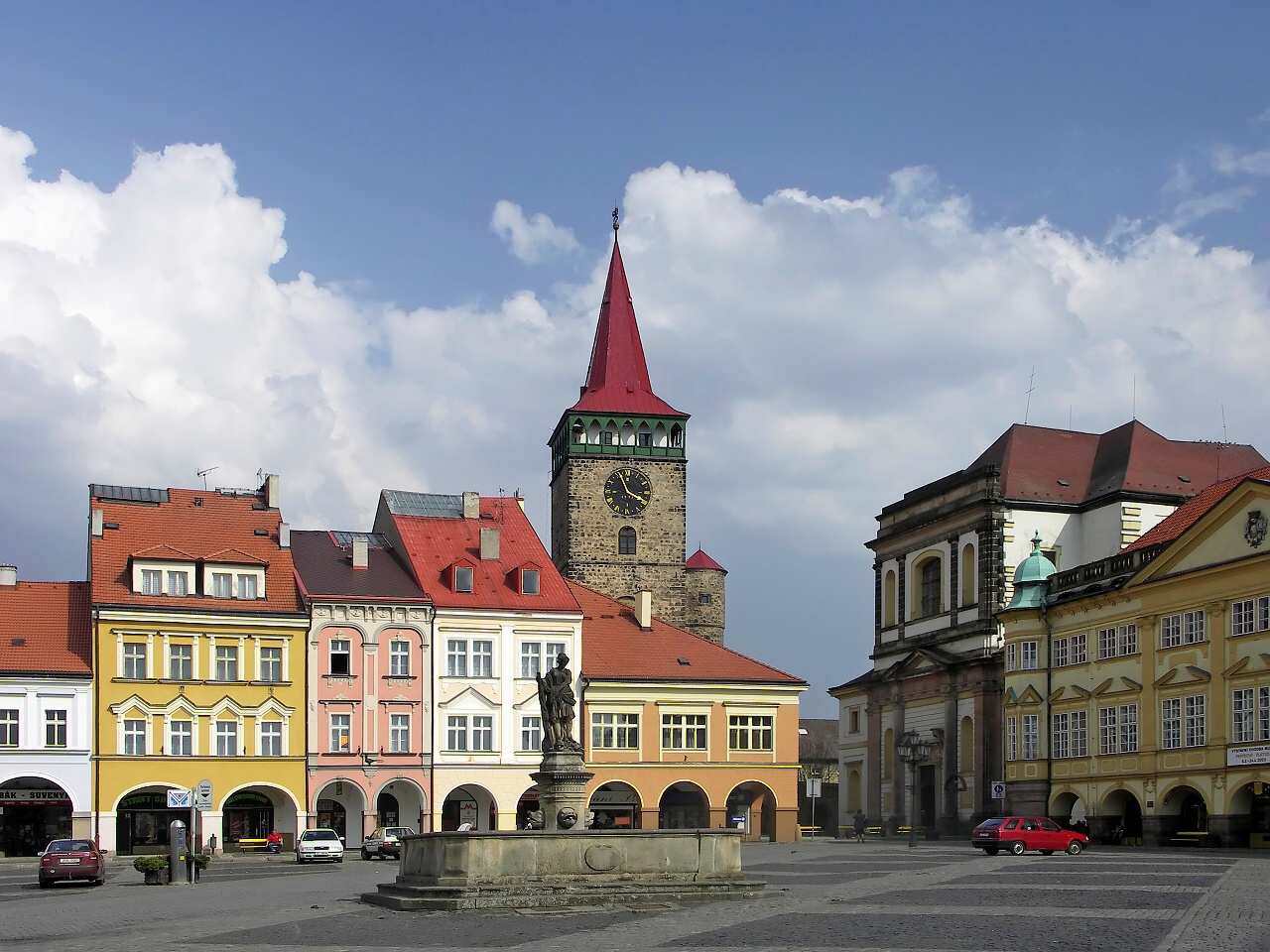

伊欽（捷克語：Jičín），是捷克的城鎮，位於該國北部，由赫拉德茨-克拉洛韋州負責管轄，是伊欽縣的首府，面積24.9平方公里，海拔高度287米，2006年人口總數為16,426，人口密度每平方公里659人。